# Bennasser Benchohra
Bennasser Benchohra là một đô thị thuộc tỉnh Laghouat, Algérie. Dân số thời điểm năm 2002 là 7.948 người.